# Tongmen, Guangdong
Tongmen är en köping i sydöstra Kina. Den ligger i Yunan härad i staden Yunfu i provinsen Guangdong, omkring 180 kilometer väster om provinshuvudstaden Guangzhou. Antalet invånare är 13 737. Befolkningen består av 6 629 kvinnor och 7 108 män. Barn under 15 år utgör 20,0 %, vuxna 15-64 år 67 %, och äldre över 65 år 12,0 %.